# Constanza de Moncada

Escudo de armas del linaje Moncada.

Constanza de Moncada (1202 - 1250), fue señora de Mequinenza, Seròs y Albalate de Cinca y baronesa de Aitona (desde 1212 hasta 1250).

## Biografía
Era hija natural del rey Pedro II de Aragón, contraída fuera del matrimonio.
En el año 1212 se casó con Guillém Ramon de Moncada recibiendo por dicho matrimonio los derechos feudales de las localidades de Mequinenza, Serós, Aitona, Massalcoreig y Albalate de Cinca. Guillém Ramon de Moncada había sido un importante miembro del consejo de regencia durante la minoría de edad de su cuñado, el futuro Jaime I, y en 1218 había accedido a la Procuraduría del Reino.
De este matrimonio nacieron diversos hijos, que, además de extenderse por ambas riberas de los ríos Cinca y Segre, fueron los protagonistas de las campañas en Mallorca, Valencia, Alicante y Murcia, lugares en los que se establecieron los Moncada con diversas propiedades. Al enviudar doña Constanza quiso tomar vida religiosa. La solución se la ofreció su hermano, el rey Jaime I de Aragón, al dotarla con un convento de su fundación: Avinganya de Serós.

## Inicio del linaje Moncada
El linaje «Moncada» fue durante la Edad Media uno de los más importantes en los territorios de la Corona de Aragón y, en consonancia, sus orígenes han sido adornados por los antiguos genealogistas con leyendas heroicas. Éstos hacían descender a la estirpe nada menos que del rey sármata Hércol, de los duques de Baviera y de Carlos Martel a través del no menos legendario Dapifer, uno de los denominados «Nueve varones de la Fama» que acudieron a Cataluña al tiempo de la Reconquista. 

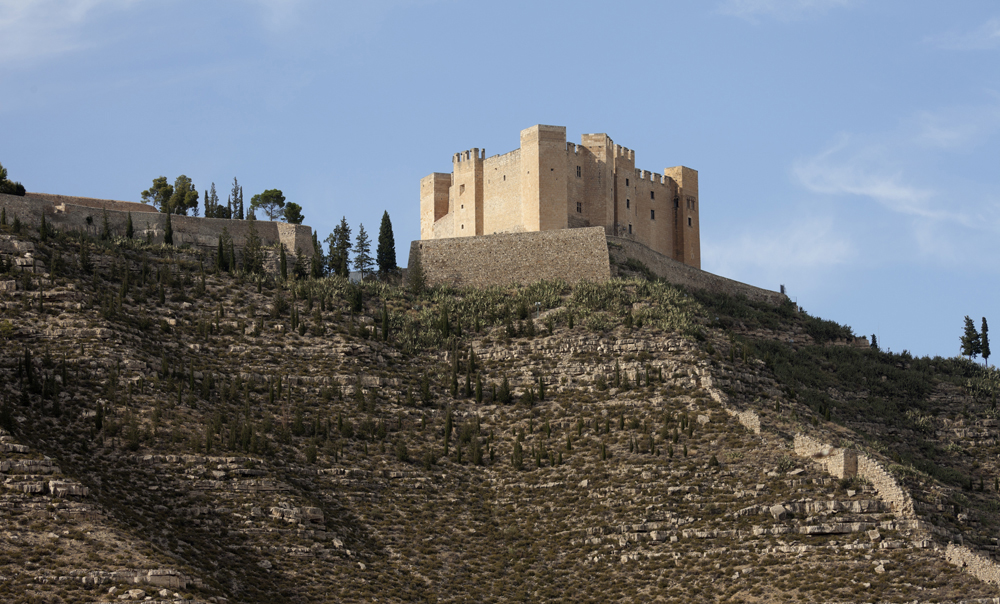
Castillo de Mequinenza, edificado por los Moncada en Mequinenza (Zaragoza).

El primero en denominarse Moncada fue Guillén de Muntanyola o de Vacarisas, que aparece documentado en el año 1002 y después se llama Guillén de Moncada por el hecho de haber recibido, en los últimos años de su vida, la infeudación del castillo del mismo nombre, al norte de la ciudad de Lérida. Sus descendientes, los señores de la baronía de Moncada, desempeñaron desde el siglo XII sucesivamente el cargo y oficio de Senescal de Barcelona.  El senescal comandaba, al menos teóricamente, las huestes reales en ausencia del soberano y, si salía a campaña con el rey, iba a su lado portándole la espada. En tiempo de paz presidía, en nombre del monarca, la corte real pues ejercía el poder ejecutivo de delegado regio y, además, tenía atribuciones judiciales. Este oficio recibiría después la denominación de Senescal de Cataluña.
La estirpe de los Moncada que quedó en territorio catalán se hallaba dividida a fines del siglo XII en dos ramas: la primera, la de los señores de Tortosa y, la segunda, la de los senescales, de inmediato conocida como Casa de Aitona o Aytona. Ambas ramas, como comprobaremos después, se unirían en la primera mitad del siglo XIV. 
El primogénito del matrimonio de Guillém Ramon de Moncada con Constanza de Moncada, Pedro de Moncada, recibió la mayor parte de los dominios (excepto el señorío de Albalate de Cinca que pasó a a manos de su hermano y sucesor en la senescalía Ramón de Moncada). 

## El convento de Avinganya y otras posesiones

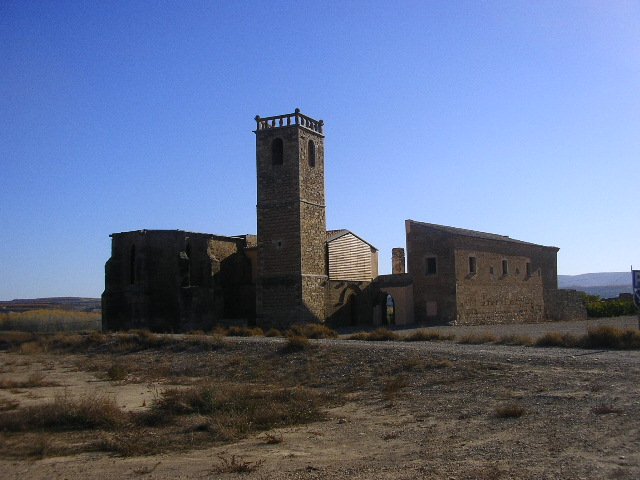
Convento de Avinganya.

La concesión a doña Constanza de Aragón -hermana del Jaime I, habida fuera del matrimonio por el rey Pedro II de Aragón- correspondió el 3 de abril de 1236, cuando fr. Nicolás, ministro general de la Orden Trinitaria, de acuerdo con fr. Pedro, provincial de Cataluña y Aragón, junto con fr. Pedro, procurador de Avinganya, y otros frailes del mismo convento, le concedieron la casa de Avinganya de Serós. Esta nueva cesión presentaba una singularidad: convertía la antigua granja o torre de Avinganya de Serós en monasterio femenino, o sea, para hijas de nobles. Sin embargo, no desaparecieron los frailes varones que continuaron al servicio del monasterio en sus propias dependencias. Doña Constanza debió transformarlo e instalar en él a doce monjas trinitarias. Debía conceder asimismo los estatutos que debían observar, aunque atenuando un poco el rigor de la regla de los trinitarios varones. Para ello, doña Constanza prometió observar dichos estatutos, y se comprometió a pagar 700 mazmudinas de oro y 200 sueldos jaqueses que adeudaba en dicha fecha la citada casa de Avinganya.
En 1242, doña Constanza, primera priora de Avinganya, reconoció en favor del señor rey don Jaime su hermano, haber recibido los lugares y castillo de Mequinenza, Aitona y Soses que les habían dado a cambio de otros castillos como Camarasa Fontllonga, Cubélls, Mongay y Vilagrasa. 